# 木村誠道
木村 誠道（きむら せいどう）は、大相撲の行司の名跡の一つ。明治初頭に起こった名義で、初代から4代続いたが、以降この名跡は襲名されておらず事実上途絶えている。初代が立行司・木村庄之助、2代目が同・式守伊之助をそれぞれ襲名している。

## 襲名者代々
- 初代（襲名・1879年5月 - 1888年1月、再襲名・1890年5月 - 1897年5月）

16代木村庄之助が若い頃、当時3代木村龍五郎より改名。のち4代式守鬼一郎を襲名するが、再び「木村誠道」に戻した。
- 2代目（襲名・1908年5月 - 1914年5月）

のち12代式守伊之助となる木村小市が襲名。
- 3代目（襲名・1918年1月 - 1928年10月）

井筒部屋の木村藤太郎が継いだが、幕内格行司で終わった。
- 4代目（襲名・1952年5月 - 1954年1月、再襲名・1960年1月 - 1963年9月）

高砂部屋の2代木村朝之助が襲名。一時、朝之助に戻すが再び襲名した。1963年1月場所、三役格行司に昇進したのち、同年9月場所を最後に一身上の都合で土俵を去った。弟子に3代木村朝之助（33代木村庄之助）がいる。